# جون جاكسون (موسيقي)
جون جاكسون (بالإنجليزية: John Jackson)‏ هو موسيقي وعازف قيثارة أمريكي، ولد في 24 فبراير 1924 في Woodville, Virginia ‏ في الولايات المتحدة، وتوفي في 20 يناير 2002 في فيرفاكس في الولايات المتحدة بسبب سرطان الكبد.

## وصلات خارجية
- جون جاكسون على موقع ميوزك برينز (الإنجليزية)
- جون جاكسون على موقع أول ميوزيك (الإنجليزية)
- جون جاكسون على موقع ديسكوغز (الإنجليزية)